# Hamburger Anzeiger

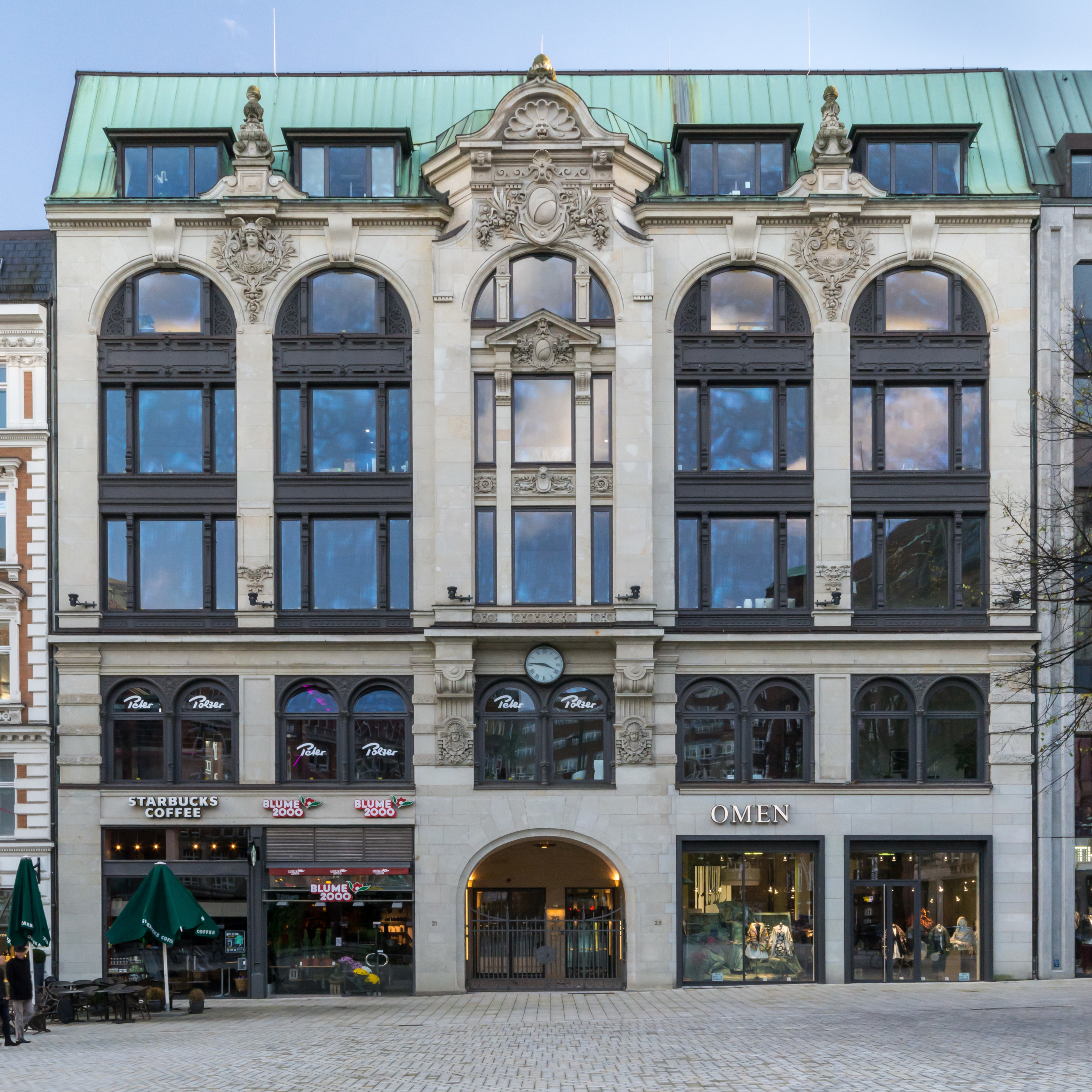
Im Girardethaus am Gänsemarkt befanden sich Redaktion und Verlag des Hamburger Anzeigers.

Der Hamburger Anzeiger war eine überparteiliche liberale Tageszeitung für Hamburg und seine 1937 eingemeindeten Nachbarstädte. Vor dem Zweiten Weltkrieg auflagenstärkste Zeitung Hamburgs, wurde sie in der Zeit des Nationalsozialismus gleichgeschaltet und erschien nach Kriegsende zeitweise unter dem Titel Hamburger Freie Presse.

## Geschichte
Gegründet 1888 von dem Essener Verleger Wilhelm Girardet als General-Anzeiger für Hamburg-Altona, richtete er sich anfangs vornehmlich an Industriearbeiter und entwickelte sich dank aktueller und kurz gefasster Berichterstattung schon bald zur auflagenstärksten Tageszeitung im Hamburger Raum.
Spätestens ab Anfang 1921 unter dem Titel Hamburger Anzeiger, wurde das Blatt 1922 mit der Neuen Hamburger Zeitung fusioniert, die 1895 ebenfalls von Girardet gegründet worden war, wie das Altonaer Schwesterblatt linksliberale Positionen vertrat, aber eher auf den gebildeten Mittelstand zielte. Auch nach der Fusion blieb der Anzeiger weiterhin erfolgreich, insbesondere durch seine illustrierten Wochenendbeilagen.
Nach der Machtübernahme der Nationalsozialisten 1933 wurde die Zeitung gleichgeschaltet und der bisherige Chefredakteur Alois Winbauer entlassen. Die Zeitung erschien noch bis Ende August 1944 unter eigenem Titel und wurde ab dem 1. September 1944 mit dem Hamburger Fremdenblatt sowie dem NS-eigenen Hamburger Tageblatt zur „Kriegsarbeitsgemeinschaft“ Hamburger Zeitung vereinigt.
Nach dem Ende des Zweiten Weltkriegs erschien der Anzeiger von April 1946 bis September 1952 unter dem Titel Hamburger Freie Presse zunächst als FDP-nahe Tageszeitung unter britischer Lizenz. Lizenzträger waren Paul Heile und Hans Sommerhäuser, verlegt und gedruckt wurde die Zeitung aber weiterhin bei Girardet am Gänsemarkt. Als Chefredakteur fungierte wiederum Alois Winbauer, der schon vor 1933 in gleicher Funktion für den Anzeiger gearbeitet hatte und weitere ehemalige Redakteure für die neue Zeitung gewinnen konnte. Die von der britischen Militärregierung per Papierzuteilung festgelegte Auflage betrug anfangs 80.000 Stück und stieg nach der Währungsreform 1948 auf etwa 135.000; Verbreitungsgebiet war Hamburg und das nördliche Umland.
Nach dem Auslaufen der Lizenzpflicht 1949 und dem erfolgreichen Start der Springer-Neugründung Hamburger Abendblatt verlor die HFP an Auflage, wenn auch weniger stark als andere Lizenzzeitungen. Nach dem Konkurs der CDU-nahen Hamburger Allgemeinen Zeitung Anfang 1950 führte die HFP zeitweilig den Untertitel Hamburger Allgemeine, um deren Leserschaft für sich zu gewinnen.
Ab Herbst 1952 erschien die Zeitung schließlich wieder unter dem traditionellen Titel Hamburger Anzeiger und stellte 1957 endgültig ihr Erscheinen ein.

## Mitarbeiter
- Erich Andres, Fotograf
- Max Behrens, Journalist
- Manfred Delling, Journalist
- George Dibbern, Journalist
- Rolf Erdmann[6]
- Erich Klabunde
- Erich Lüth
- Bernhard Meyer-Marwitz, Freelancer seit 1936
- Ursula Roeh
- Arthur Rundt
- Herman George Scheffauer, Journalist
- Hugo Sieker, Journalist, Autor and Publizist
- Hans Georg von Studnitz, Journalist
- Hilde Weber, Illustratorin und Kartoonistin